# Sievert (Vorname)
Sievert ist ein männlicher Vorname.

## Varianten
- dänisch: Sivart, Sivert
- färöisch: Sívar
- norwegisch: Siver, Sivert, Syver, Syvert
- schwedisch: Sifuert, Sivar, Sivard, Siver, Sivert

## Herkunft und Bedeutung
Der Name Sievert ist die niederdeutsche Form des Namens Siegward. Daher leitet er sich wie dieser von den althochdeutschen Begriffen „sigu“ (Sieg) und „wart“ (Hüter) her.

## Namenstage
In Schweden ist der 25. Februar, in Norwegen der 2. April der Namenstag von Sievert bzw. Sivert.

## Bekannte Namensträger
- Sievert von Ahlefeldt († 1594), Gutsherr des Adligen Gutes Aschau
- Sievert von Pogwisch (1587–1626), deutscher Adliger, Diplomat, Gutsherr und Klosterpropst zu Uetersen
- Sievert Lorenzen (1938–2023), deutscher Zoologe
- Sievert Steenbock (1822–1904), mecklenburgischer Ornithologe, Präparator, Maler und Fotograf
- Sievert Steenbuck († 1624), Bauernvogt und Glashüttenbesitzer